# Пулити, Оресте
Оресте Пулити (итал. Oreste Puliti, 18 февраля 1891 — 5 февраля 1958) — итальянский фехтовальщик, многократный олимпийский чемпион и чемпион мира.

## Биография
Родился в 1891 году в Ливорно. В 1920 году принял участие в Олимпийских играх в Антверпене, где стал обладателем золотых медалей в командных первенствах на саблях и рапирах (при этом в индивидуальном зачёте он стал 4-м на саблях и 7-м на рапирах). В 1924 году на Олимпийских играх в Париже итальянская команда саблистов вновь завоевала золотую медаль, однако во время личного первенства Оресте Пулити оскорбил венгерского судью, будучи недовольным его решением, и вся итальянская команда была дисквалифицирована. В 1927 году принял участие в Международном первенстве по фехтованию в Виши, где победил в первенстве на рапирах. В 1928 году на Олимпийских играх в Амстердаме стал обладателем золотой медали командного первенства на рапирах (в личном зачёте при этом стал 4-м), и серебряной — командного первенства на саблях. В 1929 году завоевал золотые медали личного и командного первенства на Международном первенстве по фехтованию в Неаполе.
В 1937 году Международная федерация фехтования задним числом признала все проходившие ранее Международные первенства чемпионатами мира.